# Mecz lekkoatletyczny Bułgaria – Polska 1970
Mecz lekkoatletyczny Bułgaria – Polska – zawody lekkoatletyczne rozegrane pomiędzy reprezentacjami narodowymi Bułgarii i Polski. Mecz odbył się 13 i 14 czerwca 1970 roku w Sofii. Była to czwarta w historii potyczka pomiędzy tymi drużynami. Mecz zakończył się zwycięstwem męskiej reprezentacji Polski 127 do 83.

## Rezultaty

### Mężczyźni

#### Bieg na 100 metrów
| Pozycja | Zawodnik       | Wynik |
| ------- | -------------- | ----- |
| 1       | Zenon Nowosz   | 10,3  |
| 2       | Georgi Ganczew | 10,6  |
| 3       | Tadeusz Cuch   | 10,6  |
| 4       | Georgi Jowczew | 10,6  |

#### Bieg na 200 metrów
| Pozycja | Zawodnik            | Wynik        |
| ------- | ------------------- | ------------ |
| 1       | Zenon Nowosz        | 21,2         |
| 2       | Edward Romanowski   | 21,6         |
| 3       | Georgi Ganczew      | 21,7         |
| -       | Trandafił Terzijski | nie ukończył |

#### Bieg na 400 metrów
| Pozycja | Zawodnik         | Wynik |
| ------- | ---------------- | ----- |
| 1       | Jan Balachowski  | 45,8  |
| 2       | Edmund Borowski  | 46,8  |
| 3       | Krystjo Christow | 48,1  |
| 4       | Aleksandyr Janew | 48,2  |

#### Bieg na 800 metrów
| Pozycja | Zawodnik            | Wynik  |
| ------- | ------------------- | ------ |
| 1       | Andrzej Kupczyk     | 1:46.9 |
| 2       | Atanas Atanasow     | 1:49.4 |
| 3       | Krzysztof Linkowski | 1:50.7 |
| 4       | Petar Kjatowski     | 1:52.4 |

#### Bieg na 1500 metrów
| Pozycja | Zawodnik           | Wynik  |
| ------- | ------------------ | ------ |
| 1       | Atanas Atanasow    | 3:50.8 |
| 2       | Henryk Główczewski | 3:51.8 |
| 3       | Jerzy Witkowski    | 3:52.1 |
| 4       | Miłczo Prodanow    | 3:52.6 |

#### Bieg na 5000 metrów
| Pozycja | Zawodnik          | Wynik   |
| ------- | ----------------- | ------- |
| 1       | Henryk Piotrowski | 14:29,4 |
| 2       | Georgi Tichow     | 14:40.2 |
| 3       | Edward Stawiarz   | 15:02.2 |
| 4       | Miłen Conew       | 15:32.6 |

#### Bieg na 10 000 metrów
| Pozycja | Zawodnik          | Wynik   |
| ------- | ----------------- | ------- |
| 1       | Stanisław Podzoba | 30:39,0 |
| 2       | Ryszard Marczak   | 30:46,6 |
| 3       | Christo Christow  | 31:20,2 |
| 4       | Deno Atanasow     | 31:44,4 |

#### Bieg na 110 metrów przez płotki
| Pozycja | Zawodnik           | Wynik |
| ------- | ------------------ | ----- |
| 1       | Marek Jóźwik       | 14,4  |
| 2       | Sławczo Dimitrow   | 14,6  |
| 3       | Georgi Milakow     | 14,9  |
| 4       | Mirosław Majchrzak | 23,9  |

#### Bieg na 400 metrów przez płotki
| Pozycja | Zawodnik         | Wynik |
| ------- | ---------------- | ----- |
| 1       | Witold Banaszak  | 51,2  |
| 2       | Zdzisław Serafin | 52,2  |
| 3       | Dimczo Kowaczew  | 53,1  |
| 4       | Christo Gergow   | 53,1  |

#### Bieg na 3000 metrów z przeszkodami
| Pozycja | Zawodnik          | Wynik  |
| ------- | ----------------- | ------ |
| 1       | Michaił Żelew     | 8:40.4 |
| 2       | Kazimierz Maranda | 8:53.2 |
| 3       | Petko Jordanow    | 8:53.6 |
| 4       | Jan Kondzior      | 8:54.2 |

#### Skok wzwyż
| Pozycja | Zawodnik             | Wynik |
| ------- | -------------------- | ----- |
| 1       | Petyr Bogdanow       | 2,10  |
| 2       | Lech Klinger         | 2,05  |
| 3       | Ewgeni Jordanow      | 2,05  |
| 4       | Wojciech Gołębiowski | x     |

#### Skok o tyczce
| Pozycja | Zawodnik          | Wynik |
| ------- | ----------------- | ----- |
| 1       | Zygmunt Dobrosz   | 5,00  |
| 2       | Dimityr Chlebarow | 4,80  |
| 3       | Tadeusz Olszewski | 4,70  |
| 4       | Ilija Władimir    | 4,40  |

#### Skok w dal
| Pozycja | Zawodnik             | Wynik |
| ------- | -------------------- | ----- |
| 1       | Waldemar Stępień     | 7,79  |
| 2       | Saszo Popow          | 7,42  |
| 3       | Stanisław Szudrowicz | 7,35  |
| 4       | Todor Cucekow        | 7,29  |

#### Trójskok
| Pozycja | Zawodnik          | Wynik |
| ------- | ----------------- | ----- |
| 1       | Ryszard Garnys    | 15,88 |
| 2       | Georgi Stojkowski | 15,66 |
| 3       | Dodju Patarinski  | 14,65 |
| 4       | Andrzej Lasocki   | 14,55 |

#### Pchnięcie kulą
| Pozycja | Zawodnik          | Wynik |
| ------- | ----------------- | ----- |
| 1       | Władysław Komar   | 19,51 |
| 2       | Edmund Antczak    | 18,79 |
| 3       | Tenczo Gospodinow | 17,28 |
| 4       | Rumjan Gerow      | 17,01 |

#### Rzut dyskiem
| Pozycja | Zawodnik          | Wynik |
| ------- | ----------------- | ----- |
| 1       | Leszek Gajdziński | 57,20 |
| 2       | Todor Artarski    | 56,04 |
| 3       | Zbigniew Gryżboń  | 56,04 |
| 4       | Wełko Wełew       | 54,66 |

#### Rzut młotem
| Pozycja | Zawodnik         | Wynik |
| ------- | ---------------- | ----- |
| 1       | Piotr Gaździk    | 65,90 |
| 2       | Dimityr Mindow   | 65.16 |
| 3       | Todor Manołow    | 62,82 |
| 4       | Szymon Jagliński | 62,26 |

#### Rzut oszczepem
| Pozycja | Zawodnik            | Wynik |
| ------- | ------------------- | ----- |
| 1       | Miłczo Miłenski     | 78,50 |
| 2       | Wiesław Sierański   | 77,54 |
| 3       | Zygmunt Jałoszyński | 70,26 |
| 4       | Dino Dinew          | 67,28 |

#### Sztafeta 4 × 100 metrów
| Pozycja | Zawodnik                                                                           | Wynik |
| ------- | ---------------------------------------------------------------------------------- | ----- |
| 1       | Polska · Stanisław Wagner · Edward Romanowski · Zenon Nowosz · Tadeusz Cuch        | 39,7  |
| 2       | Bułgaria · Georgi Jowczew · Georgi Ganczew · Trendafił Terzijski · Dimczo Arnaudow | 40,5  |

#### Sztafeta 4 × 400 metrów
| Pozycja | Zawodnik                                                                         | Wynik  |
| ------- | -------------------------------------------------------------------------------- | ------ |
| 1       | Polska · Lech Chludziński · Kazimierz Wardak · Edmund Borowski · Jan Balachowski | 3:09.2 |
| 2       | Bułgaria · Miłen Stanczew · Jordan Todorow · Aleksandyr Janew · Krystjo Christow | 3:11.6 |